# 井上春峰
井上 春峰（いのうえ しゅんぽう、1950年 - ）は陶芸家・工芸作家。京都府生まれ。
二代目・春峰の長男として生まれ、1974年、立命館大学卒業。その後、京都府立陶工専修職業訓練校を経て陶磁器の製作、釉薬の研究に入る。1988年には、奥田行郎猊下より「在心」の居士号を賜った。
1997年、三代目・井上春峰を襲名。
| スタブアイコン | サブスタブ | この項目は、まだ閲覧者の調べものの参照としては役立たない、人物に関連した書きかけの項目です。この項目を加筆・訂正などしてくださる協力者を求めています（P:人物伝/PJ:人物伝）。 |